# نيلسون باربودو
نيلسون باربودو (14 فبراير 1960) سياسي برازيلي ومنتج ريفي، منتسب إلى الحزب الاجتماعي الليبرالي.

## السيرة الشخصية
اكتسب نيلسون باربودو سمعة سيئة من خلال المحتوى الذي تم نشره عبر الشبكات الاجتماعية التي تدافع عن مواقف النائب الفيدرالي آنذاك جاير بولسونارو. كان النائب الفيدرالي الأكثر تصويتًا في ولاية ماتو جروسو في انتخابات 2018.
باربودو من الروم الكاثوليك.